# Robert Dallek
Robert Dallek (* 16. Mai 1934 in Brooklyn) ist ein US-amerikanischer Historiker, der sich mit amerikanischer Außenpolitik und amerikanischen Präsidenten des 20. Jahrhunderts beschäftigt.

## Leben
Dallek studierte Geschichte an der University of Illinois. 1964 schloss er sein Studium an der Columbia University, New York City mit einer Dissertation über den Historiker William E. Dodd (1869–1940) ab. Anschließend lehrte er an der University of California in Los Angeles. Von 1994 bis 1995 hatte er eine Gastprofessur an der University of Oxford inne. Anschließend war er Professor für Geschichte an der Boston University. 2004/2005 war er Gastprofessor am Dartmouth College in Hanover, New Hampshire. Er lehrte bis zu seiner Emeritierung 2004.
Dallek ist seit 1994 gewähltes Mitglied der American Academy of Arts and Sciences.

## Werk
Dalleks 1968 veröffentlichtes Werk Democrat and Diplomat: The Life of William E. Dodd behandelt das Leben von William E. Dodd, einem Diplomaten im Dritten Reich von 1933 bis 1937. Dalleks Zielsetzung ist eine positive Biografie von Dodd, der bisher eher als schlechter Diplomat dargestellt wurde, doch soll die Biografie keine Entschuldigung sein. Kritiker sahen die Biografie als eine der ausgewogensten Biografien.
Das 1979 veröffentlichte Buch Franklin D. Roosevelt and American Foreign Policy, 1932–1945. beschreibt die Außenpolitik der Vereinigten Staaten während der Präsidentschaft von Franklin Delano Roosevelt, den er als Internationalist und Idealist sieht. Dabei sieht er die Schwierigkeiten seiner Diplomatie als allgemeine Schwierigkeiten aller Präsidenten. Das Buch wird von Rezensionen generell positiv bewertet, so nennt Akira Iriye es hervorragend und Nancy Forderhase lobt die präzise Darstellung.
1983 wurde sein Buch The American Style of Foreign Policy: Cultural Politics and Foreign Affairs veröffentlicht. Seine Hauptthese ist, dass die amerikanische Außenpolitik ein Spiegelbild für ungelöste Probleme im Inneren sei. Akira Iriye lobt diese Interpretation, doch kritisiert er, dass Dallek diese These nicht auch für andere Nationen nutzt.
Dalleks 1984 veröffentlichtes Buch Ronald Reagan: The Politics of Symbolism hat den damals noch amtierenden Präsidenten Ronald Reagan zum Thema. Im Buch nutzt Dallek die von David Barber vorgeschlagene Methode, mit einem Aktiv-Passiv- und einem Positiv-Negativ-Bild die Aktionen eines Präsidenten zu beschreiben. Darin fallen viele Präsidenten der Demokratischen Partei in die Aktiv- und Positiv-Kategorien, während Präsidenten der Republikanischen Partei eher in der Passiv- und Negativ-Kategorien fallen. Jedoch sieht Dallek Reagan eher in den Aktiv- und Negativ-Kategorien. Dies soll auch in „Symbolpolitiken“ klar werden. Insgesamt sieht Dallek Reagan kritisch.
Dallek schrieb insgesamt drei Bücher über den Präsidenten Lyndon Baines Johnson. Das erste, Lone Star Rising. Lyndon Johnson and his Times, 1908–1960, behandelt Johnsons Leben bis zur Vizepräsidentschaft unter John F. Kennedy. Dabei stellt er Johnson als fehlerbehafteten, doch effektiven politischer Anführer dar. Robert A. Divine bezeichnet das Buch als ausgeglichen und durchdacht. Flawed Giant. Lyndon Johnson and his Times, 1961–1973 behandelt die Johnsons Präsidentschaft und seinen Lebensabend. Auch hier urteilt Dallek positiv über Johnson. Dan Carter nennt das Werk beeindruckend. Zuletzt schrieb Dallek mit Lyndon B. Johnson: Portrait of a President eine Zusammenfassung seiner zweiteiligen Biografie.
Sein Buch Hail to the Chief. The Making and Unmaking of American Presidents bietet fünf Kategorien, die ein Präsident braucht: Vision, Pragmatismus, Konsens, Charisma, und Glaubwürdigkeit, denen er jeweils ein Kapitel widmet. So besaßen u. a. Woodrow Wilson, George Washington und Theodore Roosevelt Vision, während u. a. William Howard Taft, Warren G. Harding und Jimmy Carter sie nicht besaßen. Wilson erfüllt aber trotzdem nicht alle Kategorien, ihm fehlte der Pragmatismus. Stephen Hess bezeichnet das Buch als nützlich, aber nicht zufriedenstellend. Er kritisiert Dalleks Schreibstil, der keinen Übergang bietet. Auch Paul Rorvig lobt das Buch als hilfreich.
Dalleks 2003 veröffentlichtes Buch An Unfinished Life. John F. Kennedy, 1917–1963 ist eine Biografie von John F. Kennedy, dessen Tod sich in diesem Jahr zum 40. Mal jährte. Dallek versucht, eine objektive Wertung von Kennedy, der bisher positiv bewertet wurde. Rezensionen urteilten positiv über das Werk, es gilt als eines der besten zum Thema. So bezeichnet Jason K. Duncan das Buch als geschickt.
Nixon and Kissinger. Partners in Power, das die Partnerschaft von Richard Nixon mit seinem Außenminister Henry Kissinger behandelt, und The Lost Peace. Leadership in a Time of Horror and Hope, 1945–1953, das den frühen Kalten Krieg behandelt, waren seine letzten Werke.

## Veröffentlichungen (Auswahl)
- Democrat and Diplomat: The Life of William E. Dodd. Oxford University Press, New York 1968, ISBN 9780199931729
- 1898. McKinley’s Decision. The United States Declares War on Spain. Chelsea House, New York 1969
- The Roosevelt Diplomacy and World War II. Holt, Rinehart and Winston, New York 1970
- Franklin D. Roosevelt and American Foreign Policy, 1932–1945. Oxford University Press, New York 1979, ISBN 9780195024579
- The American Style of Foreign Policy. Cultural Politics and Foreign Affairs. Knopf, New York 1983, ISBN 9780394513607
- Ronald Reagan: The Politics of Symbolism. Harvard University Press, Cambridge, Mass., 1984
- Lone Star Rising. Lyndon Johnson and his Times, 1908–1960. Oxford University Press, New York 1991
- Hail to the Chief. The Making and Unmaking of American Presidents. Hyperion, New York 1996
- Flawed Giant. Lyndon Johnson and his Times, 1961–1973. Oxford University Press, New York 1998
- An Unfinished Life. John F. Kennedy, 1917–1963. Little, Brown, and Co., Boston 2003 
  - John F. Kennedy. Ein unvollendetes Leben. Übers. Klaus Binder, Bernd Leineweber, Peter Torberg, DVA, Stuttgart 2003
- Lyndon B. Johnson: Portrait of a President. Oxford University Press, New York 2004
- Nixon and Kissinger. Partners in Power. HarperCollins, New York 2007
- The Lost Peace. Leadership in a Time of Horror and Hope, 1945–1953. HarperCollins, New York 2010

## Auszeichnungen
- Bancroft Prize 1979: Franklin D. Roosevelt and American Foreign Policy, 1932–1945.